# Wine and Vine Museum

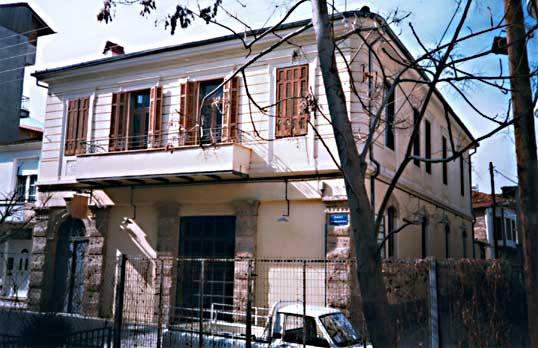
Außenansicht des Museumsgebäudes

Das Wine and Vine Museum (Wein- und Reben-Museum) ist ein Weinbaumuseum in Naoussa (Imathia), Griechenland.
Das zu Boutari gehörende Museum ist in einem traditionellen Gebäude im Zentrum von Naoussa in Zentralmakedonien untergebracht. Das pädagogische Ziel des Museums ist in erster Linie die Vermittlung der Geschichte des Weinbaus und der Weinherstellung in Naoussa und seiner Umgebung. Alle Exponate wurden von den Weinbauern und Bewohnern der Region gespendet.
Die Ausstellungsobjekte des Museums stammen großteils aus dem Familienbetrieb Boutari, namentlich von Giannis Boutaris, unter anderem alte Weinfässer, Demijohns, Rakıfässer, Körbe für die Weinlese und andere landwirtschaftliche Werkzeuge der Weinbauern. Darüber hinaus werden die Weinberge und Weine von Naoussa durch ein Programm mit dem Titel „Die Straßen des Weins“ präsentiert und es gibt Weinproben einiger Winzer der Gegend.

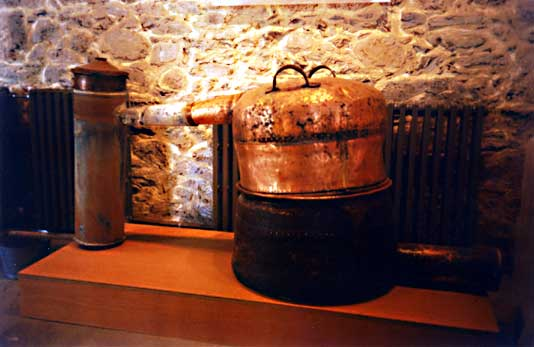
Destillationsblasen
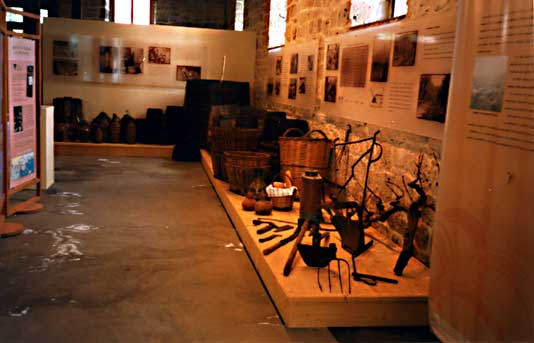
Ausstellung
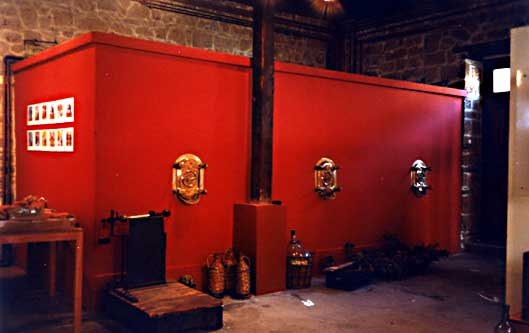
Betontanks